# Ouratea mexicana
Ouratea mexicana là một loài thực vật có hoa trong họ Ochnaceae. Loài này được (Humb. & Bonpl.) Engl. mô tả khoa học đầu tiên năm 1876.